# Sinahuiza
Sinahuiza är en ort i Mexiko.   Den ligger i kommunen Navojoa och delstaten Sonora, i den västra delen av landet, 1 300 km nordväst om huvudstaden Mexico City. Sinahuiza ligger 42 meter över havet och antalet invånare är 1 008.
Terrängen runt Sinahuiza är platt, och sluttar västerut. Runt Sinahuiza är det ganska glesbefolkat, med 36 invånare per kvadratkilometer. Närmaste större samhälle är Navojoa, 17,7 km norr om Sinahuiza. Omgivningarna runt Sinahuiza är i huvudsak ett öppet busklandskap.